# مکفارلن (ویرجینیای غربی)
مکفارلن (به انگلیسی: Macfarlan) یک منطقهٔ مسکونی در ایالات متحده آمریکا است که در شهرستان ریچی، ویرجینیای غربی واقع شده‌است.